# Giallo arancio S
Il Giallo Arancio S o Giallo Tramonto FCF o Sunset Yellow FCF o Giallo 6 o E110, secondo la codifica europea degli additivi alimentari, è un colorante sintetico di colore giallo. È un azocomposto derivato dagli idrocarburi aromatici del petrolio.

## Usi
Il Giallo Arancio è utile nei cibi fermentati che devono subire un trattamento termico. Si può trovare in succhi d'arancia, marzapane, marmellata d'albicocca, marmellata di agrumi, dolciumi, margarina, crema in polvere, dessert alla gelatina di limone confezionata, bevande, patatine, salse di formaggio miste, gelati, decorazioni per torte, spremute, sciroppi e in altri cibi e bevande dal colore giallo, rosso o verde.
È spesso usato in combinazione con E123 per produrre un colore marrone nella cioccolata e nel caramello.
A concentrazioni elevate (sciolto in acqua, in concentrazione 0,8-0,9 M a temperatura ambiente), il Giallo Arancio subisce una transizione di fase da liquido isotropico a cristalli liquidi nematici.

## Effetti sulla salute
Il Giallo Arancio deriva dalla sulfonazione del Sudan I, un possibile agente cancerogeno, spesso presente come impurità nel colorante (impurità nei prodotti possono lasciare ammine aromatiche desolfonate in concentrazioni di 100 mg/kg).
Tale colorante può essere inoltre responsabile di reazioni allergiche in persone con intolleranza all'aspirina e può portare a diversi sintomi come disordini gastrici, diarrea, vomito, orticaria, angioedema ed emicrania, anche se non è stato ancora confermato dalla comunità scientifica.
È stato anche associato ad iperattività nei bambini da uno studio effettuato con un cocktail di ingredienti che includevano:
- Giallo Arancio (E110) (FD&C Yellow #6) - colorante trovato in spremute e sciroppi;
- Azorubina (E122) (Carmoisina) - colorante rosso trovato in gelatine;
- Tartrazina (E102) (FD&C Yellow #5) - colorante giallo;
- Rosso cocciniglia (E124) (ponceau 4R) - colorante rosso;
- Benzoato di sodio (E211) - conservante;
- Giallo chinolina (E104) - colorante per cibi;
- Rosso allura AC (E129) (FD&C Red #40) - colorante rosso/arancio per cibi;

Altri studi hanno scoperto che mix di quattro coloranti sintetici e del colorante benzoato di sodio (E211) possono portare ad aumenti di iperattività negli umani. Questo può accadere anche quando il Giallo Arancio è mischiato ad altri coloranti sintetici.

## Regolamentazioni
Il 6 settembre 2007, l'agenzia inglese Food Standards Agency ha modificato diversi avvisi sugli additivi alimentari (tra cui E110) precisando come certi mix di coloranti e conservanti al benzoato di sodio possano essere associati ad iperattività nei bambini anche se, naturalmente, non sono l'unica causa dal momento che il semplice non uso di tali additivi non può impedire comportamenti iperattivi.
Il 10 aprile 2008, la stessa agenzia ha chiesto una rimozione dei coloranti (ma non del benzoato di sodio) entro il 2009.
Nel 2008, l'Unione europea propose una riforma che obbligava l'esposizione di avvertimenti sull'etichetta dei cibi anche d'importazione che contenevano uno dei sei coloranti artificiali (tra cui il Giallo Arancio) collegati ad iperattività nei bambini.
L'Autorità europea per la sicurezza alimentare ha deciso nel 2009 la dose giornaliera accettabile per il Giallo Arancio FCF tra i 2,5 e 1,0 mg per kg di massa corporea.
Il 30 giugno 2010 il Center for Science in the Public Interest (un gruppo di difesa dei consumatori statunitense) ha richiesto all'FDA (Food and Drugs Administration) di vietare l'E110 dal momento che "i componenti sintentici non aumentano in nessun modo la qualità nutrizionale e la sicurezza dei cibi, ma anzi causano problemi di comportamento nei bambini e possono causare lo sviluppo di tumori nella popolazione."
Il 9 settembre 2011 ha annunciato che avrebbero ridotto la concentrazione massima permessa di Giallo Arancio nelle bevande da 50 mg/L a 20 mg/L.
Il regolamento 232/2012 del 16 marzo 2012 del Parlamento Europeo ha modificando il precedente regolamento 1333/2008 abbassando i limiti di E110 nei cibi a 35–10 mg/L o mg/kg a seconda che siano bevande o cibi solidi dal 1º giugno 2013. In alcuni cibi come i succedanei del salmone a base di Gadus chalcogrammus e Pollachius virens e nelle uova di pesce (a parte il caviale) i limiti sono di 200 mg/kg. Naturalmente le partite già prodotte prima del 1º giugno possono essere vendute fino all'esaurimento.